# Пертручей (приток Самины)
Пертручей — ручей в России, протекает по территории Андомского сельского поселения Вытегорского района Вологодской области и Красноборского сельского поселения Пудожского района Республики Карелии. Длина ручья — 19 км.

## Физико-географическая характеристика
Ручей берёт начало из Корбозера на высоте 232,1 м над уровнем моря и далее течёт преимущественно в северо-западном направлении по частично заболоченной местности.
Пертручей в общей сложности имеет одиннадцать малых притоков суммарной длиной 15 км.
Устье ручья находится на высоте 73,5 м над уровнем моря в 45 км по левому берегу реки Самины, впадающей в реку Андому, впадающую, в свою очередь, в Онежское озеро.
Населённые пункты на ручье отсутствуют.
Код объекта в государственном водном реестре — 01040100612202000017380.